# Voorlopig bewindvoerder
De Belgische faillissementswetgeving (Boek XX WER) kent een vrij drastische mogelijkheid tot het aanstellen van een voorlopig bewindvoerder in een onderneming.
De voorzitter van de ondernemingsrechtbank kan zo een bewindvoeder aanstellen, ofwel op eigen initiatief, ofwel op eenzijdig verzoek van iedere belanghebbende. Die mogelijkheid is voorzien "wanneer het volstrekt noodzakelijk is". Men bedoelt daarmee vooral situaties waar de bestuurders verdacht worden van bedrieglijke handelingen. In dat geval kan het voor de overname van het "bewind" nuttig zijn dat er een zeker verrassingseffect is. Daarom wordt de procedure ook op eenzijdig verzoek in plaats van op tegenspraak ingesteld bij de voorzitter (en niet bij de rechtbank zelf).
De aangestelde bewindvoerder moet de onderneming overnemen en meteen het faillissement uitlokken als het na eigen onderzoek nodig blijkt te zijn. Als er binnen de vier maanden geen faillissement wordt uitgesproken, vervalt het voorlopig bewind.
Het bestuur van de onderneming kan ook verzet aantekenen om op die manier te proberen het voorlopig bewind ongedaan te maken.

## Bewindvoerder privé-personen
Ook voor meerderjarige privé-personen kan onder bepaalde omstandigheden een voorlopig bewindvoerder worden aangesteld, wanneer iemand niet (meer) in staat is om zelf beslissingen te nemen of zijn goederen te beheren, bijvoorbeeld bij zwakzinnigheid of dementie.
Dit voorlopig bewind is geregeld in het Burgerlijk Wetboek, Titel XI, Hoofdstuk I bis Voorlopig bewind over de goederen van een meerderjarige (Artikel 488bis). De eerste zin van dat artikel luidt
De meerderjarige die, geheel of gedeeltelijk, zij het tijdelijk, wegens zijn gezondheidstoestand, niet in staat is zijn goederen te beheren, kan met het oog op de bescherming ervan, een voorlopige bewindvoerder toegevoegd worden, als hem nog geen wettelijke vertegenwoordiger werd toegevoegd.
Het nemen van een dergelijke maatregel is de bevoegdheid van de vrederechter.
Nationaal recht